# Persone di nome James/Giocatori di football americano
| Questa pagina contiene informazioni ricavate automaticamente dalle voci biografiche con l'ausilio del template Bio e di un bot. L'aggiornamento è periodico e automatico e ricostruisce completamente la pagina. Se manca una persona in questa lista, sei pregato di non aggiungerla, ma accertati piuttosto che la sua voce biografica contenga il template Bio e che i dati anagrafici siano correttamente compilati. Se il template Bio manca, inseriscilo tu stesso o, in alternativa, metti l'avviso {{tmp\|Bio}} che ne segnala la mancanza. Se i dati riportati sono sbagliati, correggi direttamente la voce biografica; le modifiche saranno visibili in questa lista entro pochi giorni. Per chiarimenti vedi il progetto antroponimi. La lista contiene solo le 115 persone che sono citate nell'enciclopedia e per le quali è stato implementato correttamente il template Bio. Pagina aggiornata al 6 ago 2025. |

Questa è una lista di persone presenti nell'enciclopedia che hanno il nome James e sono giocatori di football americano.

## A(2)
- Jimmy Allen, giocatore di football americano statunitense (Clearwater, n. 1952 - † 2019)
- James Atoe, giocatore di football americano statunitense (n. 1991)

## B(8)
- Jim Bailey, ex giocatore di football americano statunitense (Kansas City, n. 1948)
- Jim Bakken, ex giocatore di football americano statunitense (Madison, n. 1940)
- Eric Berry, giocatore di football americano statunitense (Fairburn, n. 1988)
- James Bradberry, giocatore di football americano statunitense (Pleasant Grove, n. 1993)
- James Brewer, giocatore di football americano statunitense (Indianapolis, n. 1987)
- James Brooks, ex giocatore di football americano statunitense (Warner Robins, n. 1958)
- James Brooks, ex giocatore di football americano e allenatore di football americano statunitense (Flagstaff, n. 1988)
- James Brown, giocatore di football americano statunitense (Chicago, n. 1988)

## C(10)
- J.V. Cain, giocatore di football americano statunitense (Houston, n. 1951 - St. Charles, † 1979)
- Jim Caldwell, ex giocatore di football americano e allenatore di football americano statunitense (Beloit, n. 1955)
- James Carpenter, giocatore di football americano statunitense (Augusta, n. 1989)
- Jim Clack, giocatore di football americano statunitense (Rocky Mount, n. 1947 - Greensboro, † 2006)
- Jimmy Clausen, giocatore di football americano statunitense (Thousand Oaks, n. 1987)
- Jimmy Colquitt, ex giocatore di football americano statunitense (Knoxville, n. 1985)
- James Conner, giocatore di football americano statunitense (Erie, n. 1995)
- James Cook, giocatore di football americano statunitense (Miami, n. 1999)
- Jim Covert, ex giocatore di football americano statunitense (Conway, n. 1960)
- Mike Curtis, giocatore di football americano statunitense (Rockville, n. 1943 - St. Petersburg, † 2020)

## D(5)
- Jimmy Conzelman, giocatore di football americano e allenatore di football americano statunitense (St. Louis, n. 1898 - St. Louis, † 1970)
- James Daniels, giocatore di football americano statunitense (Warren, n. 1997)
- James Develin, ex giocatore di football americano statunitense (Boyertown, n. 1988)
- Jim Dombrowski, ex giocatore di football americano statunitense (Williamsville, n. 1963)
- Jim Druckenmiller, ex giocatore di football americano statunitense (Allentown, n. 1972)

## E(1)
- Jim Everett, giocatore di football americano statunitense (Emporia, n. 1963)

## F(5)
- James Farrior, ex giocatore di football americano statunitense (Petersburg, n. 1975)
- Jim Finks, giocatore di football americano, allenatore di football americano e dirigente sportivo statunitense (St. Louis, n. 1927 - Metairie, † 1994)
- Jim Finn, ex giocatore di football americano statunitense (Teaneck, n. 1976)
- James FitzPatrick, ex giocatore di football americano statunitense (Heidelberg, n. 1964)
- James Francis, ex giocatore di football americano statunitense (Houston, n. 1968)

## G(4)
- James Gales, ex giocatore di football americano statunitense (New York)
- Jim Garcia, ex giocatore di football americano statunitense (Chicago, n. 1944)
- James Gifford, ex giocatore di football americano australiano (n. 1981)
- Jim Grabowski, ex giocatore di football americano statunitense (Chicago, n. 1944)

## H(10)
- James Hanna, giocatore di football americano statunitense (Flower Mound, n. 1989)
- Jim Harbaugh, ex giocatore di football americano e allenatore di football americano statunitense (Toledo, n. 1963)
- Jim Hardy, giocatore di football americano statunitense (Los Angeles, n. 1923 - La Quinta, † 2019)
- James Harris, giocatore di football americano statunitense (n. 1947)
- James Harrison, ex giocatore di football americano statunitense (Akron, n. 1978)
- Jim Hart, ex giocatore di football americano statunitense (Evanston, n. 1944)
- Jim Haslett, ex giocatore di football americano e allenatore di football americano statunitense (Pittsburgh, n. 1955)
- James Hasty, ex giocatore di football americano statunitense (Seattle, n. 1965)
- James Houston, giocatore di football americano statunitense (Fort Lauderdale, n. 1998)
- James Hudson, giocatore di football americano statunitense (Toledo, n. 1999)

## I(1)
- James Ihedigbo, giocatore di football americano statunitense (Northampton, n. 1983)

## J(5)
- Jim Jeffcoat, ex giocatore di football americano statunitense (Long Branch, n. 1961)
- Jim Jodat, giocatore di football americano statunitense (Milwaukee, n. 1954 - Lake Forest, † 2015)
- Brad Johnson, ex giocatore di football americano statunitense (Marietta, n. 1968)
- Jimmy Johnson, giocatore di football americano statunitense (Dallas, n. 1938 - San Francisco, † 2024)
- James Jones, giocatore di football americano statunitense (San Jose, n. 1984)

## K(2)
- Bob Kalsu, giocatore di football americano statunitense (Oklahoma City, n. 1945 - Thua Thien, † 1970)
- Jim Kelly, ex giocatore di football americano statunitense (Pittsburgh, n. 1960)

## L(6)
- Jim Lachey, ex giocatore di football americano statunitense (St. Henry, n. 1963)
- Jim Langer, giocatore di football americano statunitense (Little Falls, n. 1948 - Coon Rapids, † 2019)
- James Laurinaitis, ex giocatore di football americano statunitense (Wayzata, n. 1986)
- James Lofton, giocatore di football americano statunitense (Fort Ord, n. 1956)
- Jim Lynch, giocatore di football americano statunitense (Lima, n. 1945 - † 2022)
- James Lynch, giocatore di football americano statunitense (n. 1999)

## M(10)
- Kevin Mack, ex giocatore di football americano statunitense (Kings Mountain, n. 1962)
- Jim Mandich, giocatore di football americano statunitense (Cleveland, n. 1948 - Miami Lakes, † 2011)
- Jim Marsalis, ex giocatore di football americano statunitense (Pascagoula, n. 1945)
- Jim Marshall, giocatore di football americano statunitense (Danville, n. 1937 - Minneapolis, † 2025)
- James Marten, ex giocatore di football americano statunitense (Indianapolis, n. 1984)
- Jim McMahon, ex giocatore di football americano statunitense (Jersey City, n. 1959)
- Jamon Meredith, ex giocatore di football americano statunitense (Simpsonville, n. 1986)
- Jim Miller, ex giocatore di football americano statunitense (Grosse Pointe, n. 1971)
- James Mitchell, giocatore di football americano statunitense (Big Stone Gap, n. 1999)
- Art Monk, ex giocatore di football americano statunitense (White Plains, n. 1957)

## N(2)
- Jim Nance, giocatore di football americano statunitense (Indiana, n. 1942 - † 1990)
- Jim Norton, giocatore di football americano statunitense (Glendale, n. 1938 - Garland, † 2007)

## O(3)
- James O'Shaughnessy, giocatore di football americano statunitense (Naperville, n. 1992)
- Brock Olivo, ex giocatore di football americano e allenatore di football americano statunitense (St. Louis, n. 1976)
- Jim Otto, giocatore di football americano statunitense (Wausau, n. 1938 - Auburn, † 2024)

## P(8)
- Jim Parker, giocatore di football americano statunitense (Macon, n. 1934 - Columbia, † 2011)
- James Pearce Jr., giocatore di football americano statunitense (Charlotte, n. 2003)
- Chad Pennington, ex giocatore di football americano statunitense (Knoxville, n. 1976)
- James Perrineau, giocatore di football americano britannico (n. 1987)
- James Pierre, giocatore di football americano statunitense (Deerfield Beach, n. 1996)
- Jim Plunkett, giocatore di football americano statunitense (San Jose, n. 1947)
- Mike Pouncey, ex giocatore di football americano statunitense (Ardmore, n. 1989)
- James Proche, giocatore di football americano statunitense (Dallas, n. 1996)

## R(4)
- Jim Richards, giocatore di football americano statunitense (Charlotte, n. 1946 - † 2022)
- Jim Ringo, giocatore di football americano statunitense (Orange, n. 1931 - Virginia Beach, † 2007)
- Jim Ritcher, ex giocatore di football americano statunitense (Berea, n. 1958)
- James Robinson, giocatore di football americano statunitense (Rockford, n. 1998)

## S(8)
- James Sample, ex giocatore di football americano statunitense (Sacramento, n. 1992)
- Jimmy Smith, ex giocatore di football americano statunitense (Fontana, n. 1988)
- Torrey Smith, giocatore di football americano statunitense (Colonial Beach, n. 1989)
- James Smith-Williams, giocatore di football americano statunitense (Raleigh, n. 1999)
- Jim Spruill, giocatore di football americano, allenatore di football americano e cestista statunitense (Dublin, n. 1923 - Boulder City, † 2006)
- James Starks, giocatore di football americano statunitense (Niagara Falls, n. 1986)
- James Stewart, ex giocatore di football americano statunitense (Fairfield, n. 1971)
- Jim Stuckey, ex giocatore di football americano statunitense (Cayce, n. 1957)

## T(4)
- Jim Taylor, giocatore di football americano statunitense (Baton Rouge, n. 1935 - Baton Rouge, † 2018)
- J.T. Thomas, ex giocatore di football americano statunitense (Macon, n. 1946)
- Jim Turner, giocatore di football americano statunitense (Martinez, n. 1941 - Arvada, † 2023)
- Jim Tyrer, giocatore di football americano e assassino statunitense (Newark, n. 1939 - Kansas City, † 1980)

## W(16)
- Jimmie Ward, giocatore di football americano statunitense (Mobile, n. 1991)
- Jim Weatherwax, ex giocatore di football americano statunitense (Porterville, n. 1943)
- James White, ex giocatore di football americano statunitense (Fort Lauderdale, n. 1992)
- Mike White, ex giocatore di football americano e allenatore di football americano statunitense (Augusta, n. 1957)
- Jim White, giocatore di football americano statunitense (Chicago, n. 1948 - Denver, † 1981)
- James Wiggins, giocatore di football americano statunitense (Miami, n. 1997)
- J.J. Wilcox, giocatore di football americano statunitense (Cairo, n. 1991)
- James Wilder, giocatore di football americano statunitense (Sikeston, n. 1958)
- James Williams, ex giocatore di football americano statunitense (Osceola, n. 1967)
- James Williams, ex giocatore di football americano statunitense (Vicksburg, n. 1978)
- Jimmy Williams, ex giocatore di football americano statunitense (Washington, n. 1960)
- Reinard Wilson, ex giocatore di football americano statunitense (Gainesville, n. 1973)
- James Winchester, giocatore di football americano statunitense (Washington, n. 1989)
- Ahkello Witherspoon, giocatore di football americano statunitense (Oak Park, n. 1995)
- Jim Wolf, giocatore di football americano statunitense (Tyler, n. 1952 - Beaumont, † 2003)
- James Wright, giocatore di football americano statunitense (n. 1991)

## Z(1)
- Jim Zorn, ex giocatore di football americano e allenatore di football americano statunitense (Whittier, n. 1953)